# Rijádi metró
A Rijádi metró (arabul: قطار الرياض, latin betűs átírásban: Qiṭār Ar-riyāḍ, najdi arab kiejtés: [gɪ.ˈtˤaːr ər.rɪ.ˈjaːðˤ]) egy gyorsvasút-rendszer, amely Szaúd-Arábia fővárosát, Rijádot szolgálja ki. A Rijádi tömegközlekedési rendszerre vonatkozó Abdulaziz király projekt része, és a világ leghosszabb vezető nélküli metrója.
A rendszer hat vonalból áll, amelyek 85 állomást kötnek össze, összesen 176 kilométer hosszúságban. Ez Szaúd-Arábia második metrórendszere a mekkai Szent Helyek Vasútvonal után, az Arab-félszigeten a negyedik, az arab világban a hatodik, a Közel-Keleten pedig a tizenötödik. A projekt építési költsége 22,5 milliárd amerikai dollár volt. A metróüzem 2024. december 1-jén nyílt meg.

## Vonalak
| Szám    | Vonal neve  | Hosszúság | Állomások száma | Végállomások                                 |
| ------- | ----------- | --------- | --------------- | -------------------------------------------- |
| 1       | Blue Line   | 38 km     | 25              | SAB Bank ↔ Ad Dar Al-Baida                   |
| 2       | Red Line    | 25,3 km   | 15              | King Saud University ↔ King Fahd Sports City |
| 3       | Orange Line | 40,7 km   | 22              | Jeddah Road ↔ Khashm Al-An                   |
| 4       | Yellow Line | 29,6 km   | 9               | Airport T1-2 ↔ KAFD                          |
| 5       | Green Line  | 12,9 km   | 12              | Ministry of Education ↔ National Museum      |
| 6       | Purple Line | 29,9 km   | 11              | KAFD ↔ An Naseem                             |
| Forrás: |             |           |                 |                                              |